# Cyanolyca armillata
Cyanolyca armillata е вид птица от семейство Вранови (Corvidae).

## Разпространение
Видът е разпространен във Венецуела, Еквадор и Колумбия.